# Мосіна (Росія)
Мо́сіна (рос. Мосина) — присілок у складі Каменського міського округу Свердловської області.
Населення — 59 осіб (2010, 57 у 2002).
Національний склад станом на 2002 рік: росіяни — 100 %.